# Edward Adelbert Doisy
Edward Adelbert Doisy (3.11.1893 – 23.10.1986) là một nhà hóa sinh người Mỹ, đã đoạt giải Nobel Sinh lý và Y khoa năm 1943 chung với Henrik Dam cho công trình phát hiện vitamin K (K là "Koagulations-Vitamin" trong tiếng Đức) và cấu trúc hóa học của nó.

## Tiểu sử
Doisy sinh tại Hume, Illinois ngày 3.11.1893. Ông đậu bằng cử nhân (nhân văn) năm 1914, bằng thạc sĩ khoa học năm 1916 ở trường Đại học Illinois tại Urbana-Champaign và bằng tiến sĩ năm 1920 ở Đại học Harvard.
Năm 1919 ông được bổ nhiệm làm giáo viên ở phân khoa hóa sinh thuộc Đại học Washington tại St. Louis, sau đó được thăng làm phó giáo sư. Năm 1923, ông chuyển sang đại học St. Louis làm giáo sư và trưởng phân khoa Hóa sinh. Ông giữ hai chức vụ này cho tới khi nghỉ hưu năm 1965.
Đại học St. Louis đã đặt tên lại phân khoa hóa sinh là phân khoa hóa sinh Edward Adelbert Doisy, để vinh danh ông. Gần đây, phân khoa này lại được đặt tên lại lần nữa, bây giờ là Phân khoa Hóa sinh và Sinh học Phân tử E.A. Doisy.
Ông cũng tranh đua với Adolf Butenandt trong việc phát hiện ra estrone năm 1930. Họ khám phá ra chất này khi nghiên cứu riêng, độc lập, nhưng chỉ Adolf Butenandt được thưởng giải Nobel Hóa học năm 1939.
Doisy cũng được thưởng giải Willard Gibbs năm 1941.